# Wojciech Rostworowski

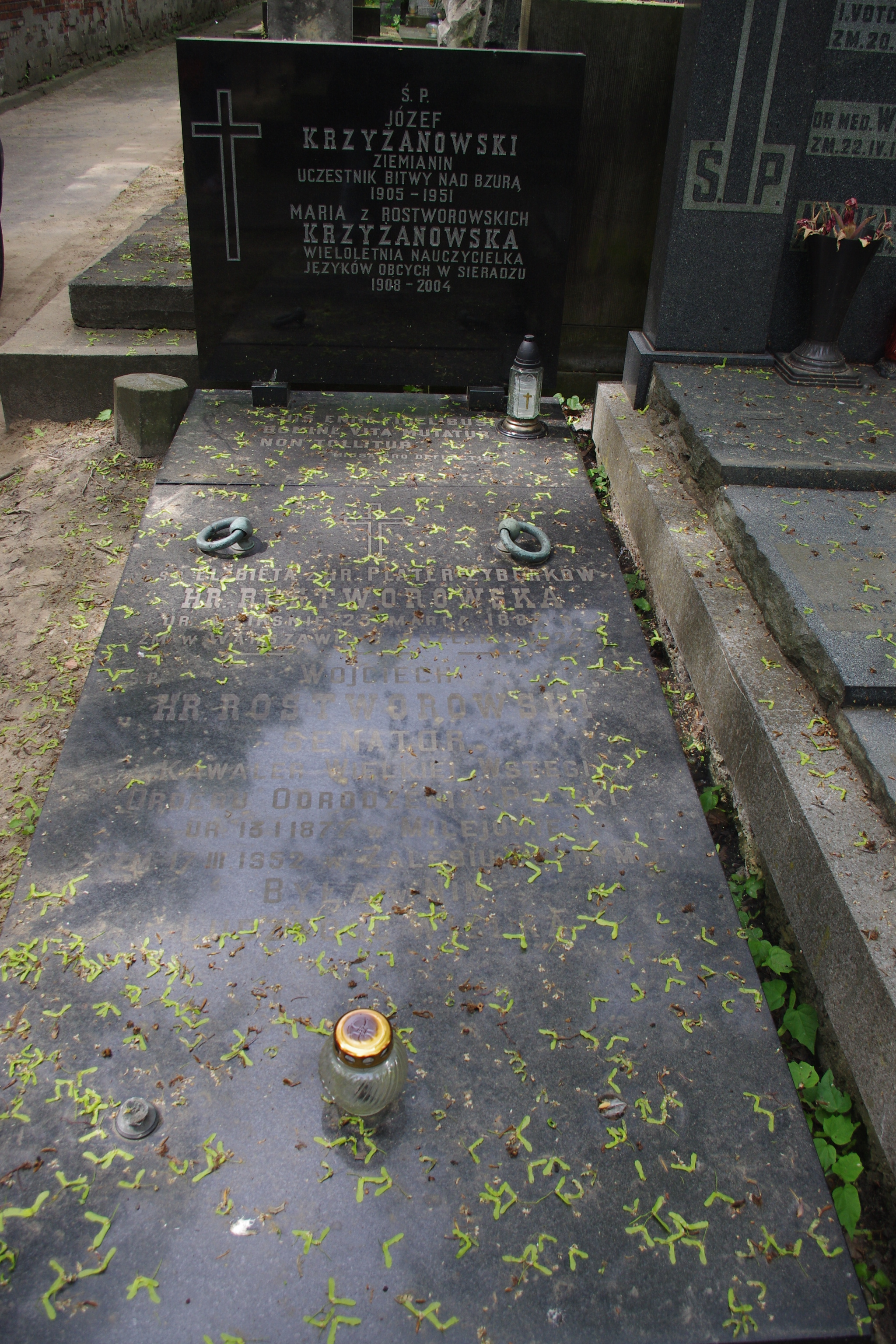
Nagrobek Wojciecha Rostworowskiego

Wojciech Hilary Rostworowski herbu Nałęcz II (ur. 13 stycznia 1877 w Milejowie, zm. 17 marca 1952 w Zalesiu Dolnym) – polski ziemianin, prawnik, pisarz, publicysta, senator III i IV kadencji w II RP.

## Życiorys
Urodził się 13 stycznia 1877 w Milejowie. Był synem Antoniego Ignacego Rostworowskiego (1833–1896) i Klary z Osuchowskich, wnukiem Antoniego Melitona Rostworowskiego. Jego syn, Piotr Rostworowski był kamedułą. W pierwszym dwudziestoleciu XX w. był właścicielem majątku Winiary (pow. 283 ha).
Ukończył prawo na Uniwersytecie Warszawskim. Najpierw zajął się literaturą, ale później wciągnęła go praca polityczna. Początkowo był związany z narodową demokracją, lecz w czasie I wojny światowej przeszedł na pozycje bardziej konserwatywne. Był członkiem Ligi Narodowej. W 1916 roku był członkiem Zarządu Towarzystwa Polskiej Macierzy Szkolnej. Wszedł do Tymczasowej Rady Stanu z ramienia Stronnictwa Narodowego. W rządzie Jana Kucharzewskiego objął Departament Stanu (odpowiednik MSZ). Mianowany członkiem Rady Stanu w 1918 roku. W latach 1919–1925 nie uczestniczył w życiu politycznym. Po zamachu majowym w 1926 zaangażował się po raz kolejny w prorządowe organizacje konserwatywne. W 1930 został wybrany do Senatu w województwie łódzkim, a w 1935 został senatorem z nominacji Prezydenta RP. W drugiej połowie lat trzydziestych stał się krytykiem rządu. Po II wojnie światowej zamieszkał w Zalesiu i poświęcił się pracy literackiej. Publikował między innymi w „Tygodniku Powszechnym”.
Zmarł 17 marca 1952 w Zalesiu Dolnym. Został pochowany na cmentarzu Powązkowskim w Warszawie (kwatera 171-1-27).
Jego żoną była Elżbieta hr. Plater-Zyberk z Broelu (1887–1924). Ich dziećmi byli Maria (1908–2004), Wojciech (1910–1999), Henryk (1912–1984), Weronika (1913–1919), Elżbieta (1919–1922).
Po jej śmierci ożenił się z Katarzyną (Katie) Clinton (1887–1973), Angielką, która była przyjaciółką jego żony i nauczycielką dzieci.

## Ordery i odznaczenia
- Wielka Wstęga Orderu Odrodzenia Polski[6]
- Złoty Wawrzyn Akademicki (4 listopada 1937)[7]